# MR 73 (film)
Pour les articles homonymes, voir MR-73.
Pour plus de détails, voir Fiche technique et Distribution.
MR 73 est un film français réalisé par Olivier Marchal, sorti en 2008.
Le titre évoque le revolver Manurhin MR 73 en dotation dans la Police nationale française (avant l'adoption du Sig-Sauer SP 2022).

## Synopsis
Schneider est un flic marseillais, devenu alcoolique après un accident de voiture à la suite duquel sa fille est morte et son épouse est devenue tétraplégique. Depuis, il survit en bénéficiant du soutien de moins en moins évident de sa supérieure. L'ambiance avec certains de ses collègues est des plus complexes. Quand il parvient à résoudre quelques enquêtes, les catastrophes vont de pair. Un meurtrier sanguinaire qu'il avait arrêté vingt-cinq ans auparavant est libéré...

## Fiche technique
Sauf indication contraire, les informations mentionnées dans cette section peuvent être confirmées par la base de données cinématographiques IMDb,  présente dans la section « Liens externes ».
- Titre d'origine : MR 73
- Réalisation : Olivier Marchal
- Scénario : Olivier Marchal
- Musique : Bruno Coulais
- Décors : Ambre Fernandez
- Costumes : Marie-Laure Lasson
- Photographie : Denis Rouden
- Son : Jean-Paul Hurier, Marc Doisne, Pierre Mertens,
- Montage : Raphaëlle Urtin
- Production : Cyril Colbeau-Justin et Jean-Baptiste Dupont
  - Production déléguée : Franck Chorot
- Sociétés de production[1] : LGM Productions, Gaumont Production et TF1 Films Production
- Sociétés de distribution[2] : Gaumont Distribution (France) ; Les Films de l'Elysée (Belgique) ; Pathé Films AG (Suisse romande)
- Budget : 11 130 936 €[3]
- Pays de production :  France
- Langue originale : français
- Format[4] : couleur - 35 mm - 2,35:1 (Cinémascope) - son Dolby Digital
- Genre : policier, drame, thriller
- Durée : 125 minutes
- Dates de sortie[5] :
  - France, Suisse romande : 12 mars 2008[6]
  - Belgique : 19 mars 2008[7]
  - Québec : 17 mars 2009 (sortie directement en DVD)[8]
- Classification[9] :
  - France : interdit aux moins de 12 ans[10],[Note 1]
  - Belgique : interdit aux moins de 16 ans (KNT/ENA : Kinderen Niet Toegelaten  / Enfants Non Admis)[7],[11],[Note 2]
  - Suisse romande : interdit aux moins de 16 ans[12]
  - Québec : en attente de classement[8]

## Distribution
- Daniel Auteuil : Louis Schneider
- Olivia Bonamy : Justine Maxence
- Catherine Marchal : Marie Angéli
- Francis Renaud : Kovalski
- Gérald Laroche : Georges Matéo
- Guy Lecluyse : Jumbo
- Philippe Nahon : Charles Subra
- Clément Michu : Émile Maxence
- Moussa Maaskri : Ringwald
- Christian Mazzuchini : Roques
- Louise Monot : Blandine
- Maxim Nucci : Richard
- Christine Chansou : Mathilde Schneider
- Mireille Viti : Madame Renoir
- Camille Ramos : la fille Matéo
- Virginie Arnaud : Hélène Maxence
- Tony Gaultier : le surveillant chef
- Gabriel Le Doze : le juge d'application des peines
- Swan Demarsan : Mathias Becker
- Perkins Lyautey : un codétenu
- Jean-Claude Lagniez : le chauffeur de bus
- Valéry Zeitoun : Maître Lomach
- Roland Bijaoui : le directeur de la prison
- Gérard Dubouche : le propriétaire du chenil
- Jean-Paul Zehnacker : Maître Coleman
- Gilles Fisseau : un prêtre
- Anne Charrier : un vétérinaire
- Alexandre Bourguignon : le gardien de la morgue
- Clémentine Monsaingeon : une infirmière
- Vince Castello : un patron d'hôtel
- Didier Nobletz : un officier de l'IGPN
- Gabriel Dermidjian : le manager
- Jean-Pierre Gourdain : le médecin Justine
- Virginia Anderson : un psychiatre
- Grégory Gadebois : Charles Subra jeune
- Franck Henry : un flic destroy
- Yasmine Lafitte : une prostituée de l'hôtel
- Corinne Adler : une sage-femme
- Jacky Berelli : Véra Rosenberg
- Morgane Bellon : Justine enfant
- Héléna Guihard : Blandine enfant
- Camille Schneider : Chloé Ageorges
- Mourad Khima : un surveillant de la prison
- Antoine Pappalardo : le patron du bar
- Thierry Calas : le brigadier chef
- Bruno Lefevre : le mari d'Hélène Maxence
- Christian Loheac : Monsieur Renoir

## Production

### Tournage
- Île-de-France et Marseille, Martigues (Bouches-du-Rhône)

## Distinctions

### Sélections
- Festival du Film d'Agde - Les Hérault du Cinéma 2009 : Longs métrages[13].

## Autour du film
- Frédéric Schoendoerffer, après avoir fait jouer Olivier Marchal dans Truands en 2007, tient ici un petit rôle.
- Dans le film, Louis Schneider conduit une automobile Volvo Amazon 60 120 P, modèle de collection puisque les dernières sorties d’usines eurent lieu en 1970[14].